# Svensk mesterskab i ishockey 1933
Det svenske mesterskab i ishockey 1933 var det 12. svenske mesterskab i ishockey for mandlige klubhold. Mesterskabet havde deltagelse af 16 klubber og blev afviklet som en cupturnering i perioden 20. februar - 29. marts 1933.
Mesterskabet blev vundet af Hammarby IF, som dermed vandt mesterskabet for anden gang i alt og anden sæson i træk. Det var Hammarby IF's fjerde optræden i SM-finalen, hvor holdet vandt med 3-1 over de tidligere syvdobbelt svenske mestra fra IK Göta, som i denne sæson måtte forlade slutkampen om mesterskabet som tabere for første gang.
Finalen blev afviklet i Ispaladset i Stockholm under overværelse af 1.800 tilskuere. De to første perioder blev afviklet i højt tempo med mange målchancer. I første perioden bragte Ruben Carlsson Harmmarby IF foran med 1-0, inden Torsten Jöhncke midt i perioden udlignede for IK Göta. Den stilling holdt sig indtil tredje periode, hvor afgørelsen faldt i form af to Hammarby-scoringer fra Sigfrid Öberg og Sven Bergqvist.

## Resultater

### Første runde
| 20. - 23. februar | BK Nordia - Lilljanshofs IF     | 2–1 |
| 20. - 23. februar | Nacka SK - UoIF Matteuspojkarna | 2–1 |
| 20. - 23. februar | Reymersholms IK - Södertälje IF | 3–1 |
| 20. - 23. februar | Karlbergs BK - Tranebergs IF    | 7–3 |
| 20. - 23. februar | Stockholms IF - IFK Mariefred   | 6–1 |

### Anden runde
| 27. februar - 9. marts | Karlbergs BK - Reymersholms IK | 2–1 |
| 27. februar - 9. marts | Djurgårdens IF - Nacka SK      | 1–0 |
| 27. februar - 9. marts | Stockholms IF - BK Nordia      | 0–0 |
| 27. februar - 9. marts | Omkamp                         |     |
| 27. februar - 9. marts | Stockholms IF - BK Nordia      | 1–0 |

### Kvartfinaler
| Dato      | Kamp                        | Res. | Perioder      | Tilsk. | Spillested |
| --------- | --------------------------- | ---- | ------------- | ------ | ---------- |
| 14. marts | IK Göta - Djurgårdens IF    | 2–1  |               |        |            |
| 16. marts | Hammarby IF - Stockholms IF | 7–1  | 4-0, 3-1, 0-0 | 200    | Ispaladset |
|           | IK Hermes - Södertälje SK   | 1–1  |               |        |            |
|           | AIK - Karlbergs BK          | 1–0  |               |        |            |
|           | Omkamp                      |      |               |        |            |
|           | Södertälje SK - IK Hermes   | 2–1  |               |        |            |

### Semifinaler
| Dato      | Kamp                        | Res. | Perioder      | Tilsk.    | Spillested |
| --------- | --------------------------- | ---- | ------------- | --------- | ---------- |
| 24. marts | Hammarby IF - Södertälje SK | 5–0  | 3-0, 1-0, 1-0 | 600-1.000 | Ispaladset |
| 24. marts | AIK - IK Göta               | 0–1  |               |           |            |

### Finale
| Dato      | Kamp                  | Res. | Perioder      | Tilsk. | Spillested |
| --------- | --------------------- | ---- | ------------- | ------ | ---------- |
| 29. marts | Hammarby IF - IK Göta | 3–1  | 1-1, 0-0, 2-0 | 1.800  | Ispaladset |

## Mesterholdet
Hammarby IF's mesterhold bestod af følgende spillere:
- Stig Emanuel "Stickan" Andersson (1. SM-titel)
- Sven "Svenne Berka" Bergqvist (1. SM-titel)
- Ruben "Rubbe" Carlsson (2. SM-titel)
- Sture "Stöttan" Gillström (2. SM-titel)
- Erik "Burret" Larsson (2. SM-titel)
- Bengt Liedstrand (2. SM-titel)
- Bertil "Berra" Lundell (2. SM-titel)
- Emil "Emma" Rundqvist (2. SM-titel)
- Sigfrid "Sigge" Öberg (2. SM-titel)